# Hypérion (proto-superamas)
Pour les articles homonymes, voir Hypérion.
Hypérion aussi connu dans sa désignation dans le catalogue PSC comme PSC J1001+0218, est un proto-superamas de galaxies dont la découverte a été rendue publique en septembre 2018 par une équipe internationale d'astronomes conduite par Olga Cucciati, de l'Institut national d'astrophysique (INAF) de Bologne. Située dans la constellation du Sextant, cette structure est à la fois étonnante par son importance et par son âge. (il serait apparu dans l'Univers encore jeune de 2,3 milliards d'années après le Big Bang). Plusieurs études avaient découvert des parties de ce proto-superamas avant qu'Olga Cucciati et ses collègues n'en découvrent la structure globale notamment grâce aux travaux de cartographie du Laboratoire d'astrophysique de Marseille.

## Distance
Près d'une dizaine de mesures non basées sur le décalage vers le rouge (redshift) donnent une distance de 1,083 ± 1 Gpc (∼3,53 milliards d'al), ce qui est à l'extérieur des distances calculées en employant la valeur du décalage vers le rouge.
La vitesse radiale de 734 840 km/s de cet amas est élevée et on peut employer la loi de Hubble-Lemaître pour calculer sa distance. Le résultat donne 1 083 ± 75 Mpc (∼3,53 milliards d'al). Basée sur un décalage vers le rouge de z = ~2.45, l'amas se situe à 3 249 ± 2,45 Mpc (∼10,6 milliards d'al), et il se situe à une distance comobile de ~17 milliards d'années-lumière. 

## Structure

### Amas
La structure globale se compose comme un proto-superamas classique ; sa densité n'est pas la même au sein de l'amas, des zones très denses sont reliées entre elles par des filaments galactiques. Les filaments traversent de grandes zones de vide. La masse totale de l'amas (galaxies uniquement) est de ~4,8 x 1015 masses solaires. L'amas s'étend d'un décalage vers le rouge de z = ~2,5 à ~4,6 soit une distance allant de ~10,6 milliards à 12,2 milliards d'a.l, le centre de l'amas est situé lui à z = 2,76. La surveillance du télescope VISTA de l'ESO a permis de détecter plus de ~10 000 galaxies dont les trois quarts sont en formation. Les galaxies se regroupent dans des groupes créant des zones de grandes densités.

### Zones de densités
Certaines zones de densité forte sont nommées d'après des personnages de la mythologie grecque, les autres sont nommées Peak auquel on adjoint leur numéro de découverte dans un ordre chronologique, comme la zone Peak 5 (voir plus bas).
- Theia : La première zone de densité se nomme Theia. Elle s'étend sur (vue depuis la Terre) 10 mas de long et 14 mas de large soit 500 ± 10 kpc (∼1,63 million d'al). Sa masse est estimée de ~4,82 à 0,8 x 1014 masses solaires.
- Éos : La deuxième zone de densité se nomme Éos. Elle est composée de deux - plus petites - structures et elle a été identifiée lors du champ profond de VISTA (COSMOS-field).
- Hélios : La troisième zone de densité a été nommée Hélios. Sa taille est estimée à 12 ± 2 Mpc (∼39,1 millions d'al)3 et sa masse est estimée à 1.6 ± 0.9 x 1014 masses solaires. Vue depuis la Terre, Hélios mesure ∼2 arcs-minutes.
- Séléné : La quatrième zone de densité a été nommée Séléné. Elle se déplace à ~239 km/s.
- Peak 5 : Cette zone est nommée comme la cinquième détectée dans un ordre chronologique. En analysant les données de plusieurs télescopes spatiaux à rayons X, Wang et al. se rendirent compte que le Peak 5 émet de fortes bouffées de rayons X et qu'elle n'est pas une proto-structure mais bien un amas de galaxies presque complètement formé. Elle est une zone très compacte dont la masse est située dans deux parties bien distinctes là où toutes les galaxies de la structure sont réunies au même endroit, nommés W16 et W16b. Sa taille est estimée à 4 ± 2 Mpc (∼13 millions d'al)3 .
- Peak 6 : Elle est une zone plutôt dense même si des études dans le spectre visible et infrarouge ne semblent pas avoir détecté un amas / proto-amas de galaxies.
- Peak 7 : Elle est une zone plutôt dense même si des études dans le spectre visible et infrarouge ne semblent pas avoir détecté un amas / proto-amas de galaxies (même cas que le Peak 6)[6].

### Galaxies
Les galaxies qui composent l'amas sont des jeunes galaxies voire des protogalaxies, formées il y a quelque milliers pour les plus jeunes, millions d'années pour les plus vieilles. Elles sont principalement caractérisées par une forte formation d'étoiles, les faisant fortement rayonner dans les infrarouges et proches infrarouges, en raison de l'effet Doppler. Elles ont une masse respective de ~10 milliards de masses solaires pour la plupart mais certaines sont plus ou moins massives ; ne dépassant pas les ~20 milliards de masses solaires et ne passant pas en dessous des 100 millions de masses solaires. Les plus proches galaxies de l'amas se situent à un décalage vers le rouge de z = ~2,5 et les plus éloignées ont un décalage vers le rouge de z = ~4,6 (correspondant à une distance de 12,2 milliards d'années-lumière).

### Futur
Dans le futur, les différentes zones de densité vont arrêter de s'étendre avec l'expansion de l'univers et vont entrer en collision à cause de la gravité, devenant une structure massive très compacte. En prenant en compte que son âge au moment de l'observation était 2,3 milliards d'années, dans 0,6 à ~3,8 milliards d'années après l'époque d'observation, l'amas aura fini sa période d'effondrement et sera une structure très compacte et dense, si bien que sa densité pourrait dépasser la densité critique. Le fait que la densité de l'amas une fois effondré est supérieure à la densité critique laisse entrevoir que son futur est différent, il pourrait devenir un superamas de galaxies comme ceux que l'on observe à des décalages vers le rouge moindres. Dans son futur, Hypérion deviendra sûrement membre d'un groupe de superamas voire un mur de galaxies comme le Grand Mur de Sloan, le Grand Mur d'Hercule-Couronne boréale et le Grand Mur de BOSS. En cherchant des superamas ressemblant à Hypérion mais à des décalages vers le rouge moins élevés, cela permettra d'étudier l'évolution des proto-superamas à des superamas, l'évolution des structures géantes (Grands Murs et autres) et comment ces structures affectent le comportement des galaxies les composant au cours du temps, de manière très précise.

## Galerie

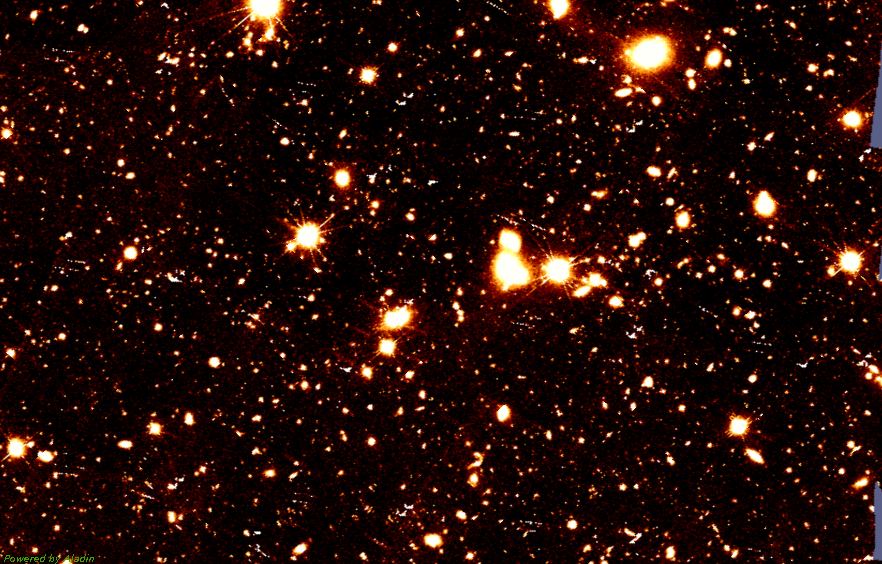
Hypérion vu par le télescope spatial Hubble dans la bande J.
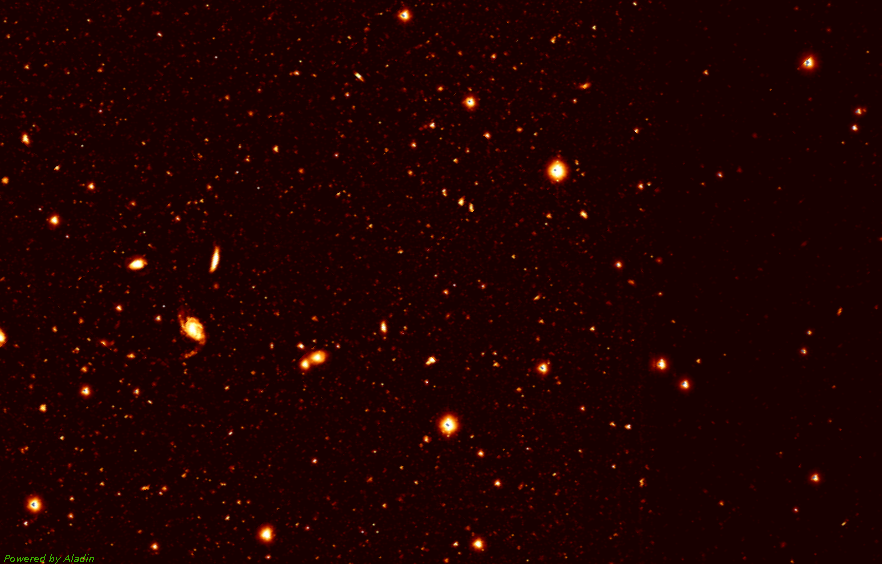
Hypérion vu par le télescope Subaru dans le spectre optique.
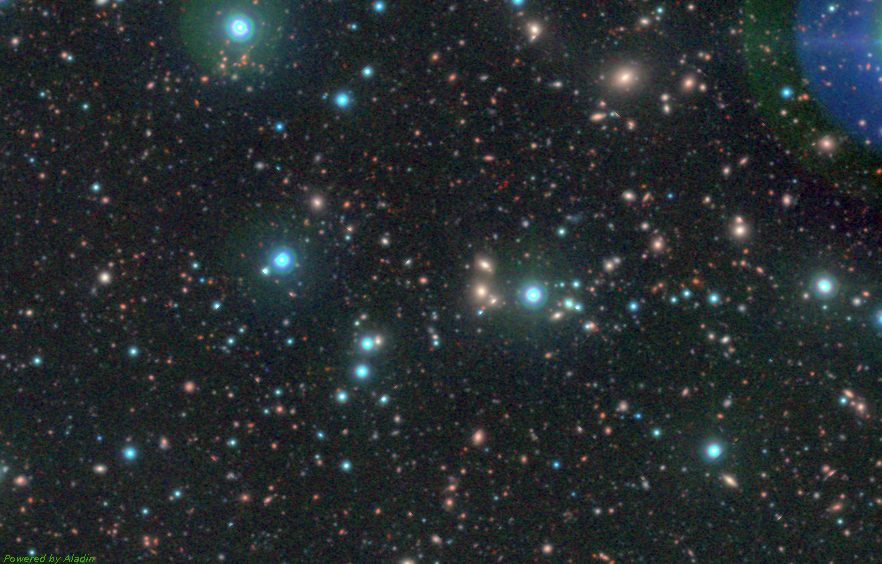
Hypérion vu par le télescope VISTA dans l'infrarouge proche.
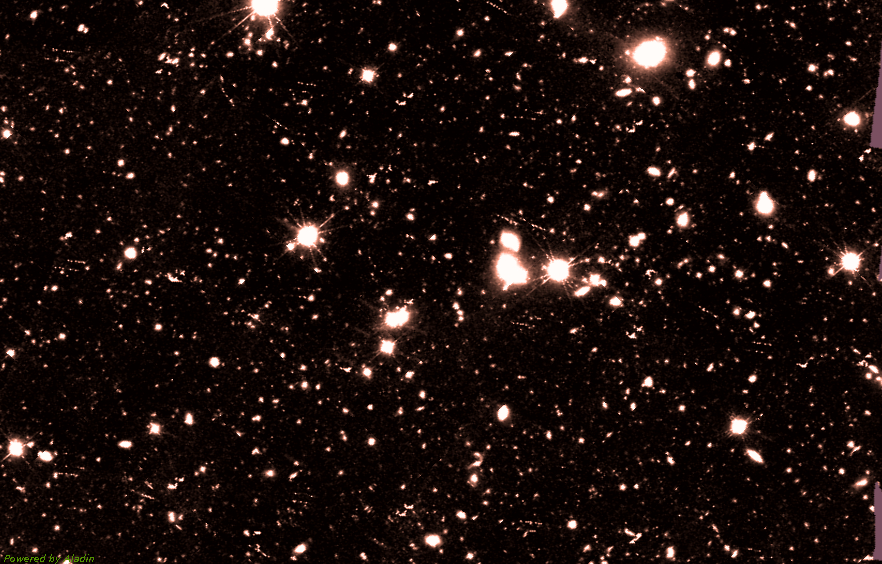
Hypérion vu par le télescope spatial Hubble dans le spectre optique.